# Расселл (остров)
Расселл (англ. Russell Island) — остров Канадского Арктического архипелага.

## География
Остров Расселл — самый крупный из расположенных у берегов острова Принца Уэльского островов. Остров лежит у северного берега своего крупного южного соседа и отделяется от него проливом Бэринг 5-километровой ширины. Северный берег острова омывает пролив Барроу. Северными соседями являются небольшие острова Янг, Лаутер, Гаррет, дальше на север лежит крупный остров Батерст, северо-восточнее лежат острова Гриффит и Корнуоллис, восточнее – остров Сомерсет. Площадь острова составляет 940 км². Длина береговой линии 214 км.
Максимальная длина острова составляет 57 км, максимальная ширина – 23,5 км. Узкое озеро и соединяющийся с ним залив отделяют западную треть острова от восточных двух третей, обе части острова соединены лишь узким перешейком шириной 1,1 км. Южные склоны острова довольно круто поднимаются от узкой береговой полосы к внутреннему нагорью высотой около 200 метров над уровнем моря, а северные склоны полого спускаются к широкой береговой полосе. Максимальная высота острова составляет 240 метров.

## История
В 1819 году Вильям Парри первым из европейцев обследовал остров.